# Athene noctua
La civetta (Athene noctua, Scopoli 1769) è un uccello rapace notturno della famiglia degli Strigidae.

## Descrizione
La civetta è lunga circa 21-23 cm, ha un'apertura alare di 53-59 cm e un peso che varia da 100 a poco più di 200 grammi. Ha forme tozze, capo largo e appiattito senza i ciuffi auricolari tipici del gufo, occhi gialli e zampe lunghe parzialmente rivestite di setole. La parte superiore è grigio-bruno macchiata di bianco mentre in quella inferiore è prevalente il bianco, macchiato di brunola.

## Sottospecie
Se ne conoscono 16 sottospecie:
- Athene noctua bactriana
- Athene noctua daciae
- Athene noctua glaux
- Athene noctua grueni
- Athene noctua impasta
- Athene noctua indigena
- Athene noctua lilith
- Athene noctua ludlowi
- Athene noctua noctua
- Athene noctua orientalis
- Athene noctua plumipes
- Athene noctua saharae
- Athene noctua solitudinis
- Athene noctua somaliensis
- Athene noctua spilogastra
- Athene noctua vidalii

## Distribuzione e habitat
La civetta si trova in tutto l'emisfero nord, in Europa, Asia ed Africa del nord. In Italia è un uccello molto comune ed è diffuso in quasi tutta la penisola tranne che sulle Alpi. I suoi habitat preferiti sono nelle vicinanze degli abitati civili, dove c'è presenza umana, in zona collinare. Evita le zone oltre i 1000 m di altitudine poiché la neve limita fortemente le sue fonti alimentari.

## Biologia

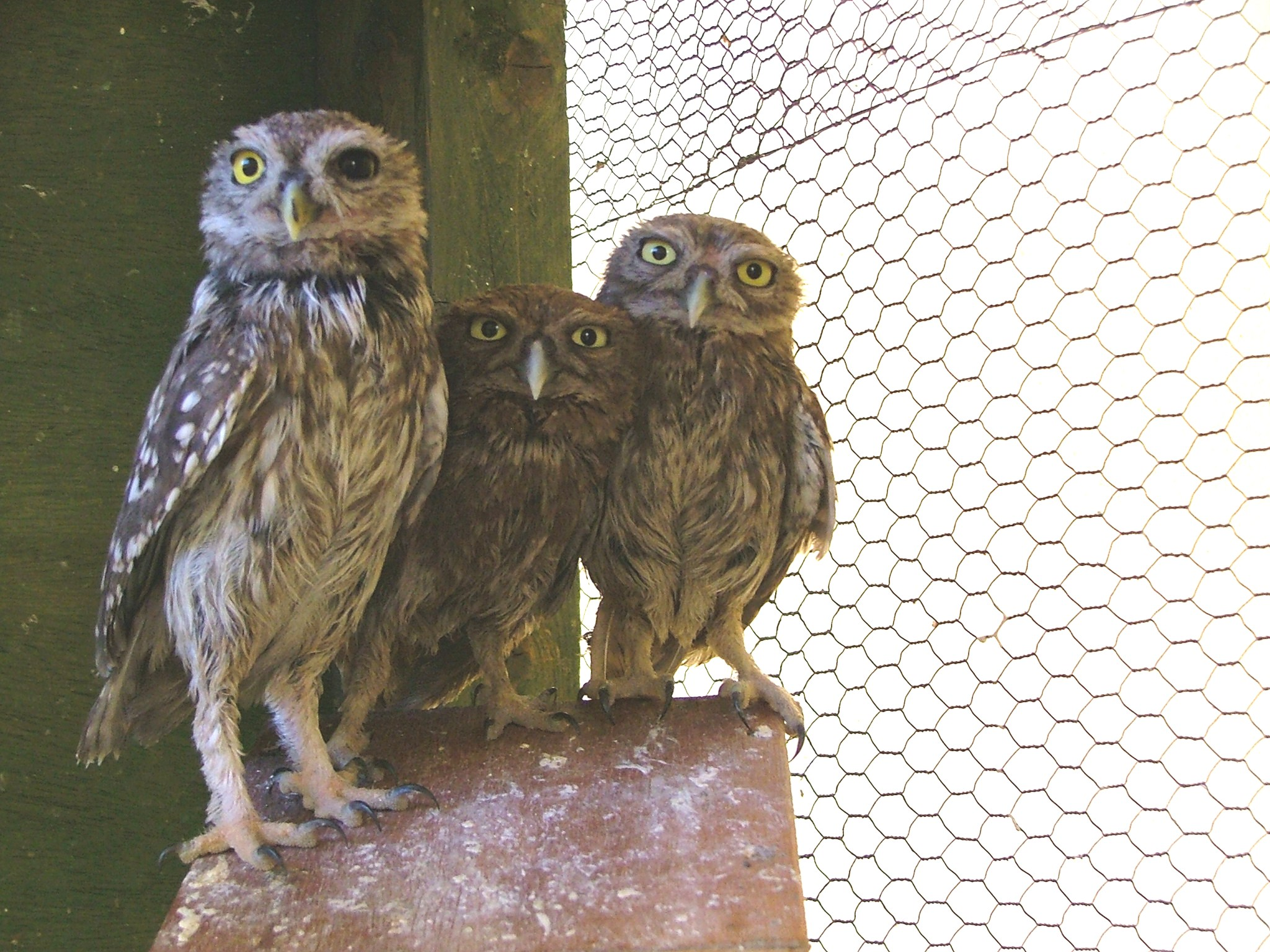
Gruppo di civette

Uccello notturno per antonomasia, la civetta in realtà può essere attiva anche nel tardo pomeriggio e di prima mattina, ma è molto vigile anche nel resto della giornata. Tuttavia, durante le ore diurne, le civette spesso cercano un luogo sicuro e appartato per riposare. Solitamente scelgono un albero o una cavità nel terreno, come una tana o una fessura rocciosa, dove possono dormire senza essere disturbate. Una peculiarità delle civette durante il sonno è che chiudono solo un occhio alla volta. Questo comportamento consente loro di rimanere vigili e di monitorare l’ambiente circostante, mentre riposano.

### Voce
Le civette hanno un ampio repertorio vocale. Il maschio emette il malinconico "hu-u-ou" ripetuto ad intervalli variabili, dopo 3-4 secondi. Talvolta, però, le civette emettono versi striduli e fastidiosi come autodifesa.

### Alimentazione
La civetta è carnivora, prettamente insettivora. Come tutti gli strigiformi, è capace di ingoiare le prede intere, salvo poi di rigurgitare, sotto forma di borre, le parti indigeribili (peli, piume, denti, ossa, guscio cheratinizzato degli insetti). Gli studi sull'alimentazione hanno evidenziato una netta prevalenza per gli invertebrati e per i coleotteri in particolare. È una specie terricola, quindi riesce a catturare con maggiore facilità le sue prede sul terreno. Nella stagione invernale o in situazioni di caccia favorevoli può alimentarsi di rettili, anfibi, uccelli e piccoli mammiferi.

### Riproduzione

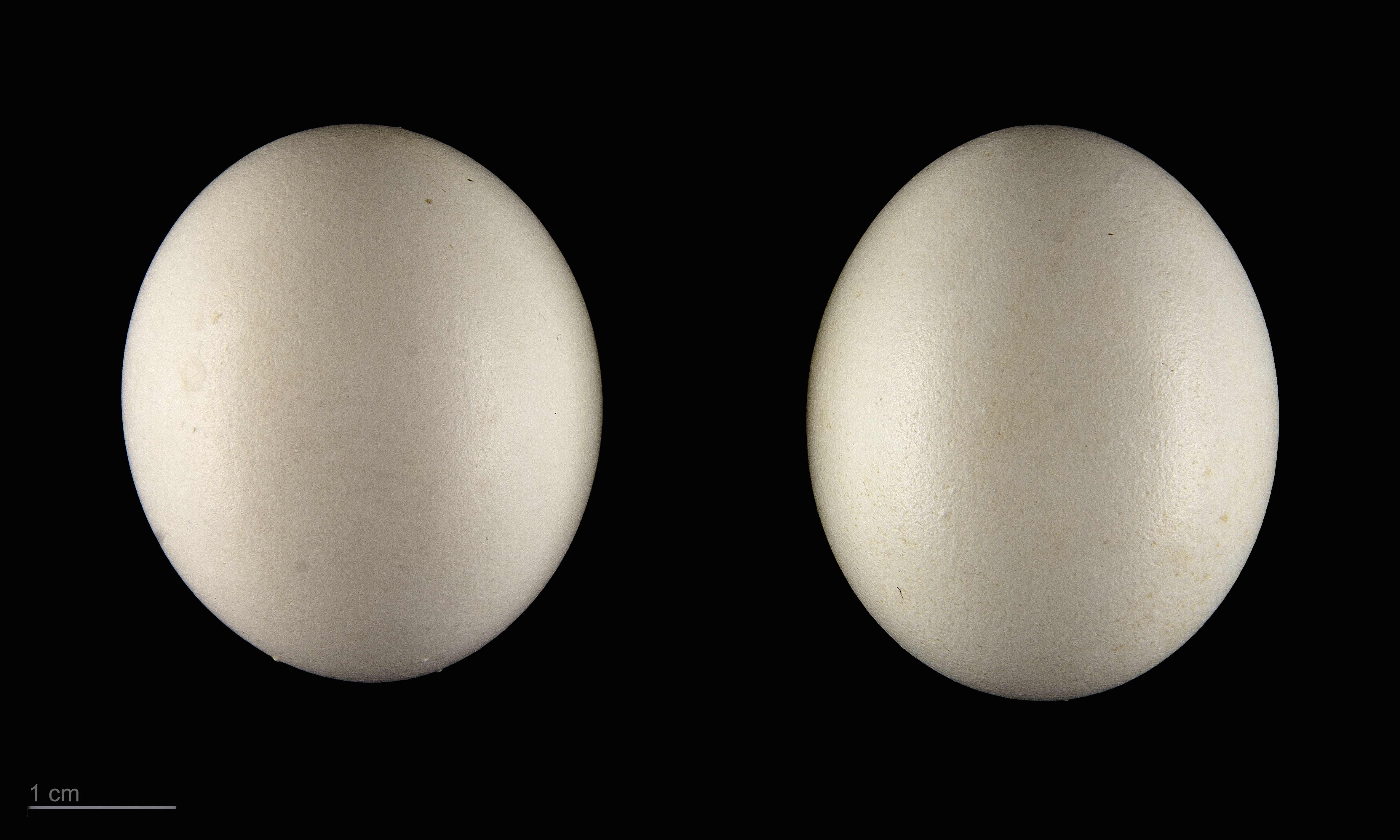
Uovo di Athene noctua vidalii - Museo di Tolosa

Nidifica tra marzo e giugno. La femmina depone 2-5 uova bianche in piccole cavità tra le rocce, negli alberi, nei muri di vecchi edifici, in tane abbandonate di mammiferi di media taglia e poi le cova per circa 4 settimane. In quel periodo è aiutata dal maschio nella caccia. Dopo un mese o poco più i piccoli lasciano il nido ma sono completamente indipendenti solo a 2-3 mesi di vita.

## Nella cultura di massa

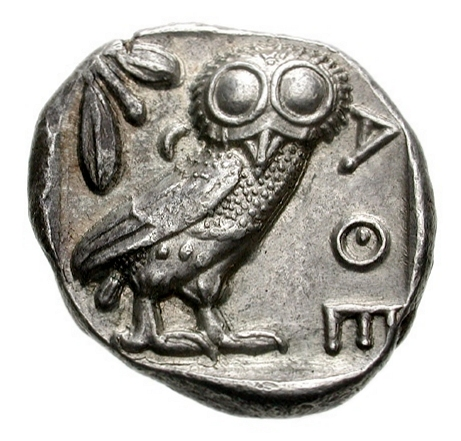
Tetradracma di Atene del V secolo a.C. raffigurante la Civetta di Atena

- La civetta, come molti altri animali notturni, è considerato dalla tradizione popolare un animale che porta sfortuna; nell'antico Egitto si credeva che il suo verso fosse presagio di morte e durante il medioevo veniva associata alla stregoneria. Nell'antica Grecia[3], invece, la civetta era considerata sacra alla dea Atena (da qui il nome del genere: Athene; quello della specie riporta il nome latino dell'uccello: A. noctua, cioè «notturna»), dea della sapienza ed ancora oggi è raffigurata in molti portafortuna. Questa civetta viene chiamata Civetta di Atena.
- È documentato che nel XIX secolo le civette erano occasionalmente tenute come uccelli ornamentali. In Italia, civette addomesticate venivano usate per cacciare roditori e insetti in casa e in giardino.[4] Più comune era l’utilizzo delle civette nella cosiddetta caccia da capanno, sfruttando il fatto che molte specie di uccelli reagiscono alla presenza dei gufi durante il giorno con comportamenti aggressivi (mobbing). Tale modalità di caccia, specialmente utilizzando gli allocchi, fu praticata in Italia dal 350 a.C. fino al XX secolo e in Germania dal XVII al XX secolo.[5] In Italia in particolare veniva impiegata per la caccia alle allodole.[6] A tale scopo venivano organizzati mercati locali per il commercio delle civette, come a Crespina, vicino a Pisa. Qui, il 29 settembre venivano tradizionalmente vendute le civette, dopo essere state prelevate dai loro nidi e allevate dall'uomo.[5] Solo dal 1992 questo commercio è stato ufficialmente vietato[7]. Tuttavia, a causa della lunga tradizione culturale della caccia alle civette, vengono ancora concesse delle deroghe. Difatti esiste ancora un centro di allevamento delle civette vicino a Crespina, che è gestito da cacciatori.[8][9]
- Con il termine civetta si intende anche una donna vanitosa, leggera, che ama farsi corteggiare attraendo ammiratori con atti e vezzi per lo più leziosi e poco naturali. Questa usanza è data dal fatto che questo rapace, quando veniva usato dai cacciatori come richiamo per ingannare i piccoli passeriformi, li attraeva con un particolare modo di battere le ali, con inchini, ammiccamenti e altri atteggiamenti simili che provocavano l'attacco delle potenziali prede.
- Il termine "civetta" è utilizzato, in gergo tecnico, per indicare le autovetture senza insegne, quindi con colori di serie e targhe "di copertura" civili, in uso alle Forze dell'ordine per i servizi in borghese.

## Galleria d'immagini

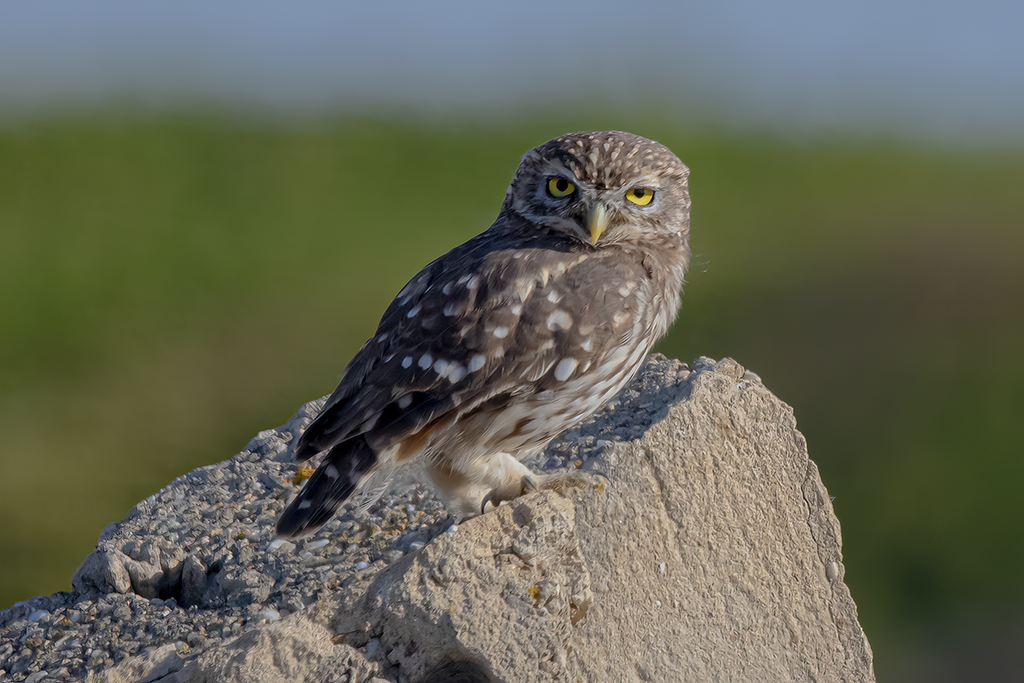
Civetta-Cabras (OR)
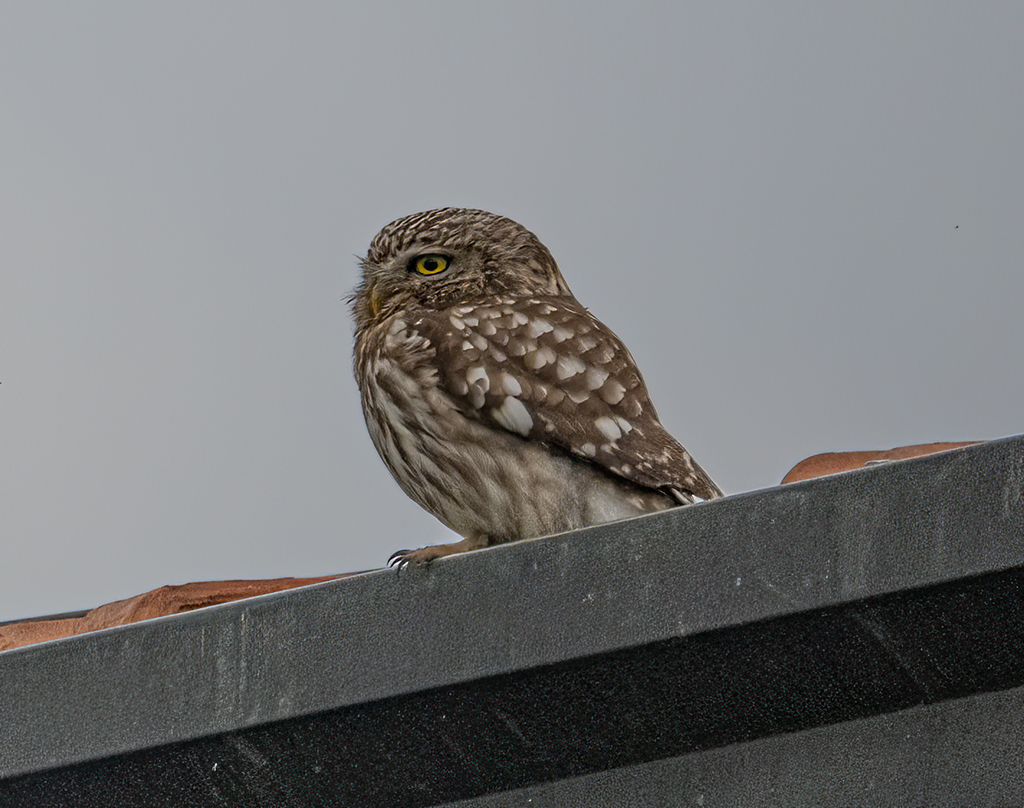
Civetta-Carbonate (CO)
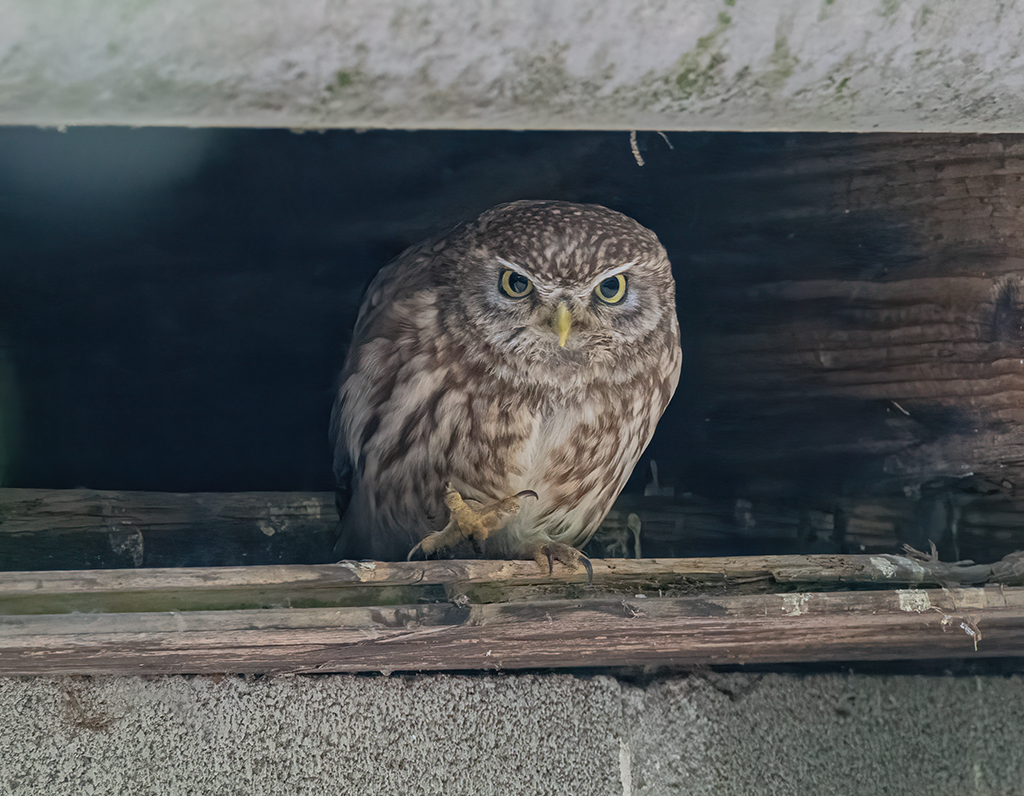
Civetta-Fagnano Olona (VA)
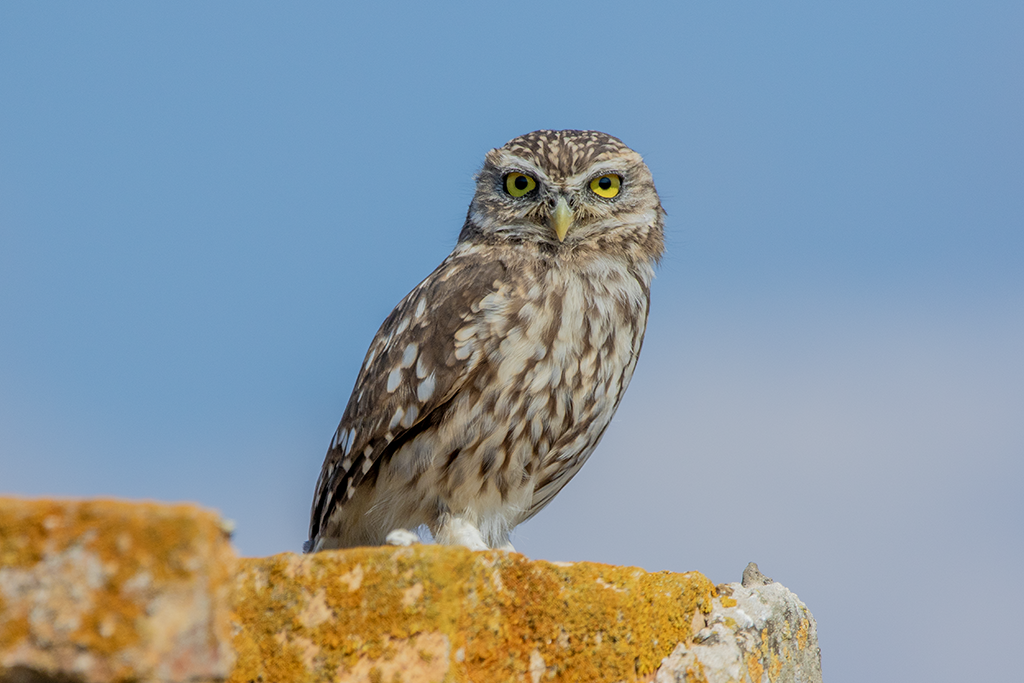
Civetta-Giba (SU)
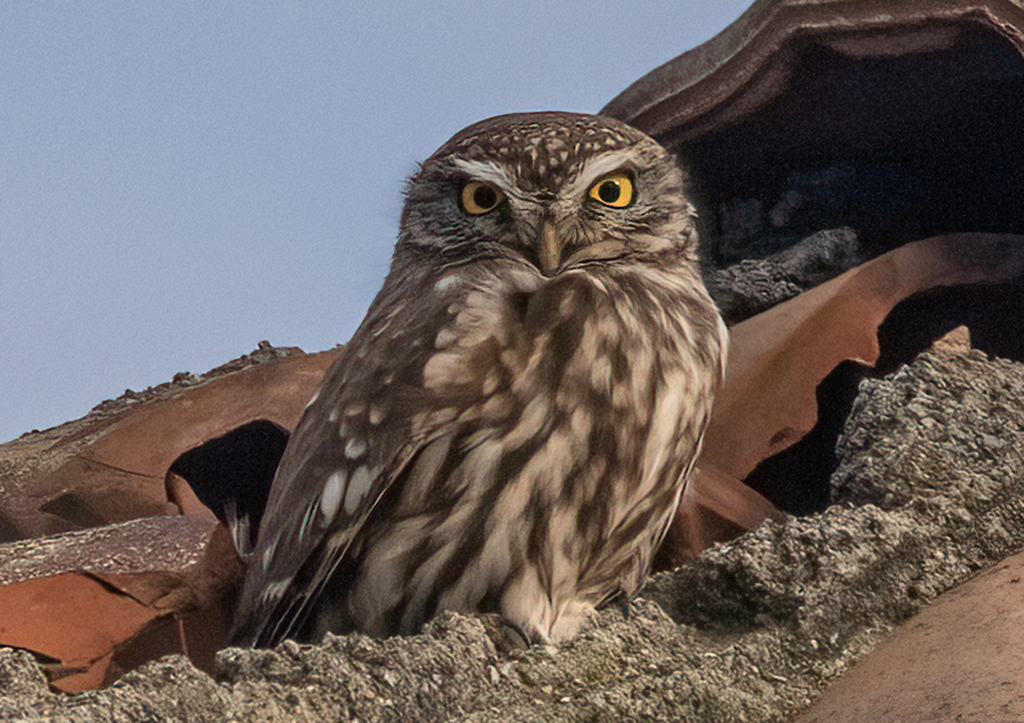
Civetta-Rovellasca (CO)
- Scansione 3D dello scheletro